# Jaustratauka
Jaustratauka (biał. Яўстратаўка; ros. Евстратовка, Jewstratowka) – osiedle na Białorusi, w obwodzie homelskim, w rejonie homelskim, w sielsowiecie Ciareniczy.